# Joana Prado
Joana Prado Belfort, mais conhecida como Feiticeira (São Paulo, 22 de junho de 1976), é uma empresária brasileira, naturalizada norte-americana, que iniciou sua carreira artística como dançarina e modelo. Ficou nacionalmente conhecida por sua personagem de dança, Feiticeira.

## Biografia
Nascida e criada em uma família de classe média alta da Capital Paulista, é filha do engenheiro Jair Prado e da dona de casa Mercedes Prado, tem um único irmão, chamado Tiago Prado.
Enquanto fazia faculdade de administração e comércio exterior, trabalhou como modelo e garota propaganda de marcas como 775, Sexy Machine, M.Officer, entre outras. Quando iniciou sua carreira de dançarina, passou a participar de diversos programas na televisão brasileira, ficando conhecida como Feiticeira, devido a sua vestimenta característica de dança do ventre.

## Vida pessoal
Em 2001, em um evento cultural de São Paulo, onde estava apresentando seu show de dança como Feiticeira, conheceu o lutador Vítor Belfort, que foi ao evento dar uma palestra sobre esporte. Ambos trocaram telefone e começaram a sair, mas em poucos meses a relação esfriou e ambos afastaram-se. Em 2002, Joana, já fazendo bastante sucesso no Brasil como modelo e dançarina, foi convidada para participar do reality show Casa dos Artistas, a segunda edição daquele ano. Lá, o ex-casal se reencontrou por acaso, e voltaram a se relacionar. Ao saírem do reality, no qual não venceram, continuaram o namoro. Em 20 de dezembro de 2003 casaram-se em uma cerimônia civil e religiosa, no Rio de Janeiro, para onde mudaram-se. O casal passou a lua de mel viajando por toda a Europa. Em 9 de janeiro de 2004 sua cunhada, Priscila Belfort, desapareceu, e até hoje encontra-se desaparecida. Para conseguirem enfrentar essa tragédia, e também fortalecerem mais a união matrimonial, ela e o marido apegaram-se a fé, e converteram-se a religião evangélica. Logo depois, Joana decidiu abandonar sua carreira artística para se dedicar ao casamento. Ela revelou em entrevistas que era muito infeliz, pois com o tempo, passou a detestar ser famosa, não tendo mais privacidade, e que fazer uma personagem extremamente sensual, sendo considerada um símbolo sexual no Brasil, passou a fazê-la mal, sentindo-se humilhada, por só ser reconhecida como uma mulher atraente, ficando chateada pelos outros não se interessarem por suas qualidades intelectuais, onde revelou que passou a chorar antes e depois de suas apresentações, mas que mantinha as mesmas para não pagar uma multa milionária por quebra de contrato. Também revelou que se arrependeu muito de ter posado nua por três vezes, e de ter feito diversos ensaios sensuais. Sem trabalhos na televisão e nas passarelas, e não querendo depender do marido, Joana Prado decidiu investir no ramo empresarial, e abriu diversas lojas de produtos de beleza e de vestuário feminino.
Joana tem três filhos: Davi Prado Belfort, nascido em 6 de fevereiro de 2005, Vitória Prado Belfort, nascida em 31 de outubro de 2007 e Kyara Prado Belfort, nascida em 07 de junho de 2009. Seus três filhos nasceram de parto normal, no Rio de Janeiro.
Em 2012 o casal mudou-se para Las Vegas, e em 2015 compraram uma mansão em Boca Raton, onde vivem até hoje. Em 2017 o casal renovou os votos de casamento, com uma festa em Montreal, no Canadá. Em 2019, Joana Prado conseguiu sua naturalização norte-americana. Em 2020 ela e o marido lançaram um um CD gospel, com aconselhamento para casais que passam dificuldades em sua união conjugal.

## Carreira
Começou como assistente de palco do Programa H, de Luciano Huck, na Rede Bandeirantes, criando mais tarde o personagem denominado "Feiticeira", que a tornou conhecida nacionalmente e que foi inspirada na protagonista da série de TV Jeannie é um Gênio. Com a saída da personagem "Tiazinha", interpretada por Suzana Alves, passou a ser a principal atração feminina do programa. Também se tornando repórter do O+ e Super Positivo, de Otaviano Costa, na mesma emissora.
No início, Joana teve muitas dificuldades em aceitar a personagem, devido à educação conservadora que teve de seus pais. Por conta disso, decidiu  trancar seu curso na faculdade e fazer curso de teatro com Beto Silveira, para assim entender e conseguir incorporar a personagem, que acabaria tendo um quadro de esportes na grade da TV Bandeirantes, "Em forma com a Feiticeira", no programa Show do Esporte. Na mesma época participou do Pânico, na Rádio Jovem Pan, passou a realizar inúmeras campanhas publicitárias e posou três vezes para a revista Playboy do Brasil. A primeira edição, de dezembro de 1999, fotografada por J.R. Duran, foi a mais vendida de sempre da história dessa revista (1 234 288 exemplares).
Após o fim do contrato com a TV Bandeirantes, em março de 2002, participou da segunda edição do programa Casa dos Artistas, do SBT, onde também reatou o namoro com o lutador de MMA Vítor Belfort. Foi muito criticada por seu porte musculoso, sendo acusada de uso de anabolizantes.
Com a saída do Programa Casa dos Artistas, passou a realizar reportagens para o Note e Anote da TV Record. Após dois anos, saindo após nascer Davi, seu primeiro filho, voltou para TV Bandeirantes onde também realizava reportagens para o Pra Valer, de Claudete Troiano. Trabalhou até nascer Vitória, segunda filha do casal.
Se mudou para o Rio de Janeiro em dezembro de 2008, e a partir de março de 2009, grávida pela terceira vez, apresenta o programa WTN Absoluta, na WebTV WTN – Web & Television Network, uma atração voltada a jovens gestantes e mulheres modernas. O parto de sua filha Kyara foi transmitido ao vivo no programa.
Em 2014 construiu no Rio de Janeiro a Academia FortFit, atualmente conhecida como Belfort Gym. Após alguns anos acompanhando os treinamentos de Belfort, Joana virou sua empresária e decidiu investir no ramo. Junto do marido e os sócios Bruno Paiva e Marcelo Goldfarb,  abriu a empresa OTB Sports, para gerenciar atletas e organizar eventos esportivos. Em 2017 em Coconut Creek, sul da Flórida, Joana começou a investir em um novo empreendimento, a Belfort Fitness Lifesyle, um novo modelo de academia com um conceito de baixo investimento e alto retorno. Atualmente mora na Flórida com o marido e os três filhos.